# Simona Weiss
Simona Weiss (IPA: [vájs]), slovenska pevka zabavne glasbe, fotomodel in psihologinja, * 29. april 1963, Maribor, † 19. december 2015, Slovenj Gradec.
Izdala je 20 albumov v skupni nakladi 500.000 izvodov, kar jo uvršča med najbolj prodajane slovenske glasbenike. Posnela je okoli 200 skladb in napisala preko 300 besedil.
Prepevala je lahkotno mešanico pop in narodnozabavne glasbe z dalmatinskimi vplivi. Med izvajalce tega novokomponiranega popa so sodili tudi Don Juan in Zlatko Dobrič.
Njene najbolj znane pesmi so bile Mati, Tisoč želja, Ti si ljubezen, Ena želja, Vzela sem si Štajerca, Vate sem zaljubljena, Tu non llores mi querida in Pet poljubov. Slednja je bila pogosta izbira tekmovalcev na avdicijah za nastop v popularni televizijski oddaji Karaoke.
Kot pevka in tekstopiska je sodelovala s pevci in skupinami, kot so Stane Vidmar, Magnet, Slapovi, Oliwer Twist, Werner, Brendi, Tomaž Domicelj, Miran Rudan, Aleksander Mežek, Gianni Rijavec, Tereza Kesovija, Marjan Zgonc, Ivan Hudnik, Al Bano, Kemal Monteno in Goran Karan. Med avtorji njenih skladb so bili Aleš Čadež, Tadej Hrušovar, Božidar Wolfand in Dare Petrič.
Kot prva ženska je dobila viktorja popularnosti za glasbenega izvajalca. Zanj je bila nominirana 6-krat, največkrat med vsemi. Leta 1996 je bila v akciji slovenskih modnih strokovnjakov izbrana za tretjo najslabše oblečeno Slovenko.
Veljala je za lepotico, ki je do svoje publike gojila odprt odnos, ki je presegal njene pevske sposobnosti, zato so ji nadeli vzdevek »kraljica ljudskih src«. Imenovali so jo tudi »princesa«. Mediji so jo primerjali s Heleno Blagne. Halo Tivoli ji je uspelo razprodati pred njo.

## Mladost
V Kamnici pri Mariboru je preživela otroštvo in srednješolska leta s starši in sestrama. Pela je v pevskem zboru, bila je v strelskem, dramskem in literarnem krožku. Trenirala je odbojko. Razmišljala je o poklicu učiteljice in zdravnice.

## Kariera

### Lepotna tekmovanja, manekenstvo in ples
Leta 1984 se je udeležila tekmovanja Miss Slovenije pod veliko tribuno stadiona Ljudski vrt v Mariboru in postala 1. spremljevalka. Zmagala je domačinka Nataša Majerič, 2. spremljevalka pa je postala Aida Raci iz Ljubljane. Leta 1985 je v Budvi na tekmovanju za najbolj fotogenično Jugoslovanko osvojila 2. mesto. Zmagala je 22-letna Jasmina Kumperščak iz Maribora. V disku Super Fleck v Rdeči dvorani v Velenju je istega leta na tekmovanju Miss Super Fleck postala 2. spremljevalka in dobila 5 milijonov starih dinarjev. Zmagala je Nataša Majerič, ki je dobila 15 milijonov starih dinarjev. 1. spremljevalka je postala Alma Hasanbašić iz Velenja, ki je dobila 10 milijonov starih dinarjev.
Na Miss Slovenije je Weissova spoznala Gorana Šaraca, zaradi katerega se je naslednje leto preselila v Ljubljano.
Bila je tudi disko plesalka. Delo fotomodela ji je omogočilo spoznati veliko novih ljudi, vendar je ni osrečevalo, ker je bila samo obešalnik. Kasneje je sedela v žiriji na izborih za Miss Slovenije 1991 in Miss Štajerske 1996.

### Petje

#### Začetki
Najprej je bila tekstopiska. Potem ko je (spontano) zapela skladbo, ki jo je nekdo zavrnil (ali narobe zapel), se je leta 1986 udeležila Opatijskega festivala. Pela je v diskotekah in ostalih zabaviščih. Biti zabavljačica ji ni bil problem, ker je rada delala z ljudmi. V tistem času je dobila vabilo za mesec in pol dolgo turnejo po Sovjetski zvezi, ki se je takrat začela odpirati tujim pevcem.
Ko ni pela, je pisala besedila pesmi in knjigo o zgodbah deklet, ki jih je srečevala doma in v tujini. Zaposlena je bila v združenem delu. Najraje je imela Whitney Houston, poslušala je tudi Tino Turner, Kim Wilde in Stinga. O jugoslovanski zabavni glasbi ni imela dobrega mnenja, ker naj bi ta z vključevanjem narodne glasbe storila korak nazaj. Jugoslovanske glasbenike je poslušala po službeni dolžnosti, od njih so ji bili všeč zgolj Josipa Lisac, Denis & Denis v prejšnji zasedbi in pogojno Martin Krpan.
Za pravi začetek svoje glasbene kariere je štela leto 1987, ko je izdala prvo LP ploščo, ki jo je posnela v studiu Tivoli. Avtorji skladb so bili Tadej Hrušovar, Božidar Wolfand in Dare Petrič. Svoj glasbeni stil je takrat postavila na mejo med popom in rockom.

#### Priljubljenost, sodelovanje s tujimi pevci in ustanovitev založbe Megaton
Po nastopanju na festivalih je zaradi razpada SFRJ spremenila svoj način delovanja, postala je resna samostojna pevka in začela je izdajati uspešnice. Ko se je leta 1993, po krajšem premoru po rojstvu svojega prvega otroka, vrnila na sceno, nobena založba ni hotela izdati njenega albuma, zato je njen mož Goran Šarac, ki je bil tudi njen menedžer, ustanovil Megaton, kar se jima je finančno precej obrestovalo.
Izvajala je dalmatinsko-podalpski oz. dalmatinski holzer-pop, ki je izrinil rock glasbo in po prodajanosti presegel glasbene zvrsti, iz katerih je izšel. Njeni pesmi Super Boy in Pet poljubov sta bili zaradi plesnega ritma še posebej priljubljeni pri mladih. Na svojih čustvenih nastopih je nosila kičaste obleke in križ.
Njen album V srcu tvojem je moj dom iz leta 1995 je bil označen za poskus, da se postavi ob bok hrvaški dance in tehno sceni. V drugi polovici devetdesetih let je kot prva slovenska izvajalka začela koncertirati po velikih športnih dvoranah. Na turneji leta 1997 je napolnila vseh 20 športnih dvoran, vključno z ljubljanskim Tivolijem, ki ga je razprodala petkrat. Ta je zanjo in za njej sorodne izvajalce (Brendija, Heleno Blagne, Zlatka Dobriča in Wernerja) veljala za neosvojljivo trdnjavo, saj je za razliko od "periferije" urbana ljubljanska publika na tovrstno glasbo gledala zviška. Mariborski Tabor je napolnila dvakrat v istem dnevu.
Do leta 1996 je prodala skoraj čert milijona nosilcev zvoka. Leta 1998 je nastopala skupaj z italijanskim pevcem Al Banom. Z Goranom Karanom je leta 2000 posnela pesem Tu non Llores mi Querida. Videospot zanjo je režiral Jani Pavec.

#### Spor z Radiotelevizijo Slovenija
Weissova ni smela nastopati na nacionalni televiziji, ker je najavila svoj koncert v eni njihovih oddaj. Ko so slovenski glasbeniki protestirali ob nastopu pevke Svetlane Ražnatović - Cece v Galuničevi oddaji Spet doma na TV Slovenija, so Simonino izkušnjo navedli kot dokaz dvoličnosti te televizije, saj je tudi Ceca imela koncert nekaj dni kasneje. Mario Galunič jim je odgovoril, da je bila promocija Cecinega koncerta vnaprej dogovorjena in zato ni kršila pravil.

#### Težave na prireditvi EMA 2001
Simoni Weiss na EMI 2001 ni uspelo priti v ožji izbor. Njen mož Goran Šarac je Martina Štibernika, avtorja skladbe Karmen Stavec, neuspešno obtožil, da je njegovo delo plagiat neke Simonine pesmi.

#### Zaključek kariere
Po albumu in turneji letu 2000 je na Filozofski fakulteti v Ljubljani začela študirati psihologijo. Leta 2002 je rodila drugega otroka. Izpeljala je donatorsko akcijo za nakup dveh inkubatorjev za ljubljansko porodnišnico in dveh fototerapevtskih lučk za novorojence z zlatenico v skupni vrednosti 9 milijonov slovenskih tolarjev. Povod za to je bil njen prvi porod, ki je bil težek. Na odre se je vrnila leta 2003 s turnejo in ploščo Računam nate, naslednje leto pa se je dokončno poslovila od petja, saj je na tem področju dosegla vse, kar je lahko. Zdelo se ji je, da glasbeni kolegi njene odločitve za izredni študij ne odobravajo. Razmišljala je o koncertni turneji ob 20. obletnici kariere.

### Preučevanje avtizma
Po končani glasbeni karieri je nadaljevala študij in se posvetila pomoči otrokom z avtizmom, ki jo je zanimal zaradi diagnoze njenega starejšega sina, ki jo je zaposlovala od sredine 90. let. Za svojo diplomsko nalogo je leta 2008 prejela študentsko Prešernovo nagrado. Leta 2010 je začela pisati znanstveno monografijo z naslovom Leseni deček sodobnega časa - Aspergerjev sindrom : teoretska spoznanja in študija primera, ki je za časa svojega življenja ni izdala, saj se je kot mama takrat še mladoletnega sina avtista, o katerem je delo govorilo, ustrašila negativnih posledic. Po njeni smrti se je Goran Šarac to knjigo odločil izdati. Za Ostržka se je odločila, ker je med branjem zgodbe mlajšemu sinu začutila podobnost med avtisti in tem likom. Motila jo je zelo razširjena lažna predstava o avtistih kot genijih. Magistrirala je leta 2011, načrtovala je pridobitev doktorata.

## Odnos s slovenskoLGBTskupnostjo
V oddaji Trenja leta 2008 na kanalu POP TV je Weissova izrazila nasprotovanje starševstvu homoseksualcev, ker naj bi bili njihovi otroci izpostavljeni zaničevanju vrstnikov. Njeno mnenje je televizijski voditelj Sekumady Condé, označil za nebuloze in ga navedel kot razlog, da je tisto leto sprejel vodenje Parade ponosa. Na tej prireditvi se je pojavil transparent »Raje sem Salome kot Simona Weiss«, kar je zmotilo Marjana Jermana, ki je o tem napisal komentar v brezplačniku Dobro jutro.

## Bolezen in smrt
Poleti 2015 je izvedela, da ima raka na debelem črevesju, ki se je razširil po vsem telesu. Ker je bila prešibka za operacijo in ji doma niso mogli več pomagati, je njena družina v tujini iskala alternativne rešitve. Ker je Weissova občudovala Pedra Opeko, jo je ta obiskal v bolniški sobi. Umrla je v Splošni bolnišnici Slovenj Gradec 19. decembra 2015 zjutraj.

### Pogreb
Svojci so njen pogreb na ljubljanskih Žalah 23. decembra 2015 odprli za javnost. Udeležilo se ga je veliko znanih imen iz sveta zabavne glasbe. Manca Košir in Elza Budau sta imeli govor, Tereza Kesovija in Ivan Hudnik pa sta zapela.

### Tožbi medicinske sestre
Zlatka Pražnikar Vrbnjak, medicinska sestra s kliničnega oddelka za gastroenterologijo (KOGE), ki je skrbela za Simono Weiss, je zaradi trpinčenja na delovnem mestu na delovnem sodišču v Ljubljani tožila UKC Ljubljana in Jelko Kotar, glavno medicinsko sestro na KOGE. Zahtevala je 65.000 evrov odškodnine. Proti zdravnici Saneli Banović je sprožila zasebno tožbo zaradi obrekovanja, ker naj bi ji ta očitala nedovoljeno apliciranje morfija bolnici med kemoterapijo. V obeh primerih je bila neuspešna.

## Zasebno
Z možem Goranom Šarcem je imela dva otroka. Starejši sin Simon je bil rojen leta 1993, mlajši otrok Rene, pa leta 2002. Skupaj sta ostala do njene smrti.
Pri svojih 18 letih si je Goranova in Simonina transspolna hči spremenila ime iz Rene Šarac v Liliette Šarac Weiss.

## Diskografija

### Albumi
| - Simona Weiss (Helidon, 1987) - Sanje so vse kar imam (Helidon, 1989) - Zapali noć (Helidon, 1990) (v hrvaščini) - Zbogom (Helidon, 1991) - Mati (Helidon, 1992) - Pesem o meni, to si ti (Helidon, 1993) - Simona Weiss (Megaton, 1993) - V srcu tvojem je moj dom (Megaton, 1995) - Srce na dlani (Megaton, 1996) | - Fleten par (Megaton, 1997) (dueti) - Punčka (Megaton, 1998) - Milijon rubinov (Megaton, 1999) - Ena želja (Megaton, 2000) - Koncertna turneja 2000 (Megaton, 2000) (promocijski CD) - Simona s prijatelji - Najlepše pesmi (Megaton, 2000) (promocijski CD) - Računam nate (Megaton, 2003) - 20 romantičnih hitov (Megaton, 2005) |

### Singli
| - Zadnji ples (1987) - Padla je zadnja solza (1989) - Zabranjena ljubav (1989) - Nisva kriva (1990) - Sanje so vse, kar imam (1990) - Sanjam (1990) - Vzemi solzo za spomin ft. Magnet (1990) - Do večnosti (1991) - Tisoč želja (1991) - Nebo naj te čuva (1991) - Mati (1992) - Nocoj bom tvoja mačkica (1993) - Pet poljubov (1994) - Kako je dobro (1995) - Cmokni me (1995) | - Sonce mojih dni ft. Slapovi (1996) - Rožmarin več ne dehti (1996) - Ostala bova skupaj ft. Werner (1996) - Vzela sem si Štajerca (1997) - Moram te najti (1997) - Fleten par ft. Brendi (1997) - Nikoli ne pozabiva ft. Werner (1997) - Vsa ljubezen ft. Aleksander Mežek (1998) - Ti in jaz ft. Gianni Rijavec (1998) - Ali me boš ljubil ti (1998) - Ti si ljubezen (1998) - Milijon rubinov (1999) - Lahko noč, ljubezen moja ft. Tereza Kesovija (2000) - Vedno ti (2000) - Tu non Llores mi Querida ft. Goran Karan (2000) |

## Nagrade in nominacije

### Glasbeniviktorpopularnosti
- 1996 (l. 1997) - nominacija
- 1997 (l. 1998)
- 1998 (l. 1999) - nominacija
- 2000 (l. 2001) - nominacija[92]
- 2003 (l. 2004) - nominacija[93]

## Nastopi na glasbenih festivalih

### Melodije morja in sonca
- 1986: Brez tebe (Goran Šarac - Simona Weiss)
- 1987: Pokaži mi
- 1988: Reci mu, veter
- 1990: Nebo naj te čuva
- 1991: Adijo (Goran Šarac - Simona Weiss - Goran Šarac)

### Festival narečnih popevk
- 1986: Rdeča roža (Elza Budau, Marjan Jeznik - Goran Šarac - Goran Šarac) - s Petrom Kunaverjem

### Pop delavnica
- 1987: Zadnjič (Tadej Hrušovar - Tadej Hrušovar) 9. mesto

### Evrovizija

#### Jugovizija
- 1988: Tako lahko je reči ljubim te (Dušan Velkaverh - Tadej Hrušovar) - kot ena od spremljevalnih pevk Moni Kovačič[94][95]

#### EMA
- 2001: Vse življenje (Goran Šarac, Andrej Baša) - 7. mesto v polfinalu[26]

### Makfest (Makedonija)
- 1986 Makfest Štip '86: Dejane
- 1987 Makfest Štip '87: Vrati se
- 1988 Makfest Štip '88: Ne raskazuvaj za ljubovta
- 1990 Makfest Štip '90: Rozite pak se tazni
- 1991 Makfest Štip '91: Ti si mojata pesna ft. oktet Makedonija 2. nagrada publike

### Ostali festivali
- 1986 Opatija, Dani jugoslavenske zabavne muzike (DJZM): Našoj ljubavi je kraj
- 1987 Sarajevo: Vaš šlager sezone: Trag Ljubavi ft. Stane Vidmar
- 1989 Split: Zabranjena ljubav
- 1990 Zagrebfest '90: Crni biseri
- 1990 MESAM: Zapali noć nagrada mednarodne žirije za najboljšo interpretacijo